# Athyrium multipinnum
Athyrium multipinnum är en majbräkenväxtart som beskrevs av Yin Tang Hsieh och Z.B. Wang. Athyrium multipinnum ingår i släktet Athyrium och familjen Athyriaceae. Inga underarter finns listade.